# Rue Étienne-Marcel
Rue Étienne-Marcel je ulice v Paříži. Nachází se na hranici 1. a 2. obvodu. Ulice nese jméno prévôta Étienna Marcela.

## Poloha
Ulice vede od křižovatky s Boulevardem de Sébastopol a končí na Place des Victoires. Ulice je orientována z východu na západ. Směrem na východ na ni navazuje Rue aux Ours.

## Historie
První část ulice, tj. úsek Boulevard de Sébastopol a Rue Montorgeuil byla otevřena roku 1858. V roce 1880 byla prodloužena až k ulicím Rue Herold a Rue d'Argout. V roce 1883 byla prodloužena na Place des Victoires. K plánovanému prodloužení ulice v roce 1907 směrem na východ až k Boulevardu Beaumarchais nedošlo.

## Významné stavby
- Věž Jana Nebojácného